# La Chapelle Sextine
La Chapelle Sextine est un recueil de nouvelles érotiques d'Hervé Le Tellier, illustré par Xavier Gorce et publié en 2005 aux éditions L'Estuaire  (ISBN 2-87443-004-8).

## Argument
Construit sur le rythme de la sextine des troubadours, obéissant à de nombreuses contraintes oulipiennes, l' ouvrage narre 78 rapports sexuels, construits comme autant de micro-nouvelles. Treize hommes et treize femmes (d’Anna à Yolande, de Ben à Zach), de tous âges et de toutes origines, se livrent, tout d'abord par ordre alphabétique à des relations amoureuses,. L’érotisme ne vise pas ici à exciter le lecteur mais à créer un crescendo dans le texte, crescendo qui trouve sa détente dans les deux dernières lignes de chaque chapitre, composées en italiques, d'un humour souvent ravageur.
Ce livre est dédié à Harry Mathews, et à son ouvrage Plaisirs singuliers.
Une adaptation théâtrale a été réalisée en 2015 par la comédienne et metteur en scène Jeanne Béziers, en collaboration avec l'auteur.
La version en anglais parue en 2011, The Sextine Chapel a été traduite par un autre oulipien, Ian Monk.